# بارتولومي بيريز
بارتولومي بيريز (بالإسبانية: Bartolomé Pérez de la Dehesa)‏ هو رسام إسباني، ولد في 1634 في مدريد في إسبانيا، وتوفي بنفس المكان في 16 يناير 1698.